# Lázaro Oliveira

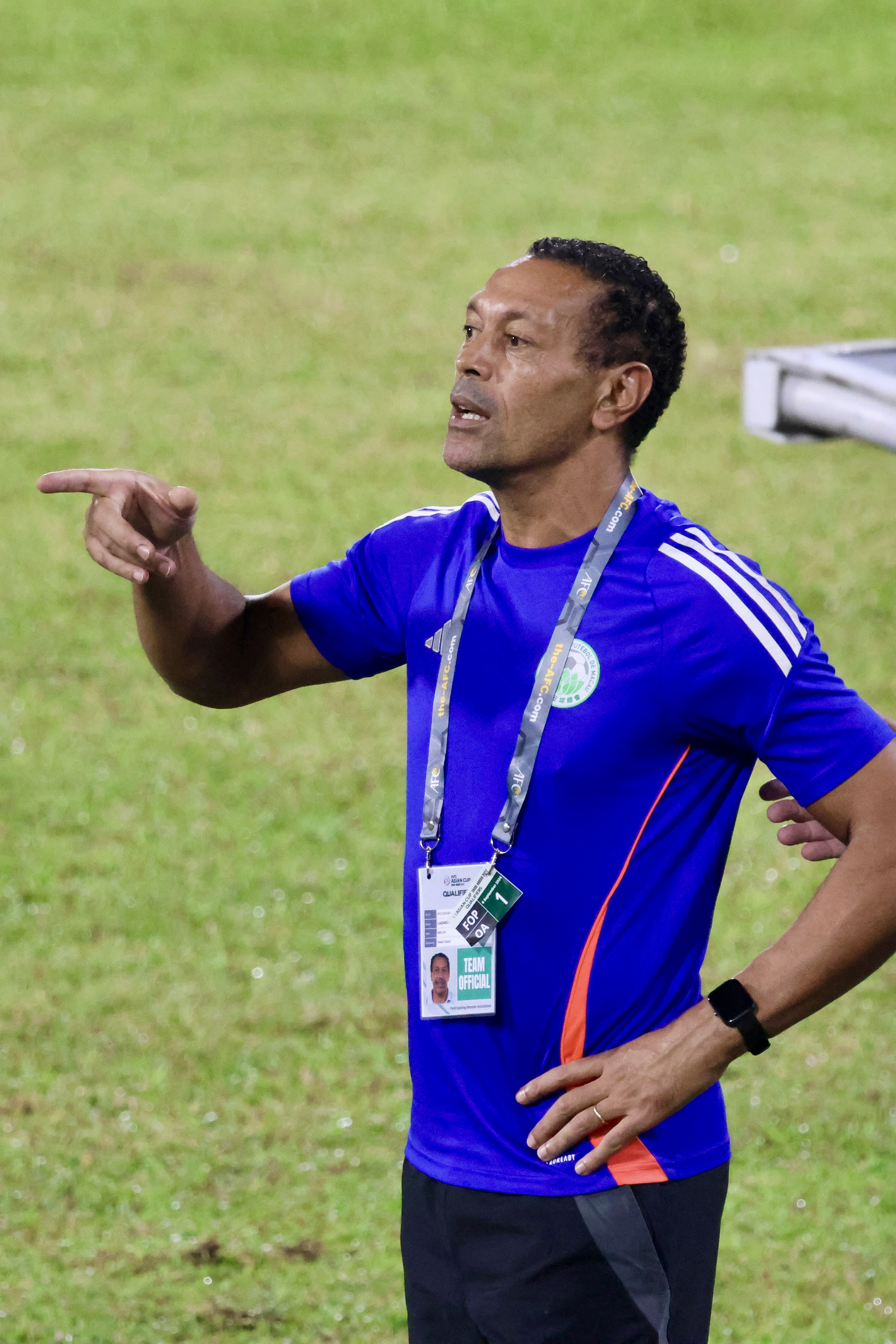
Lázaro Oliveira.

Lázaro Oliveira (Angola, 27 de agosto de 1967) es un exfutbolista y entrenador de fútbol de Angola que jugaba en la posición de centrocampista. Actualmente es el entrenador de Macao.

## Carrera

### Club
| Periodo   | Club               |
| --------- | ------------------ |
| 1987-1988 | CF Os Marialvas    |
| 1988-1989 | GD Usseira         |
| 1989–1994 | GD Estoril Praia   |
| 1994–1995 | Louletano DC       |
| 1995–1997 | FC Penafiel        |
| 1997–2003 | CF Estrela Amadora |

### Selección nacional
Jugó para Angola en seis ocasiones de 1998 a 1999 y anotó un gol, el cual fue en la Copa Africana de Naciones 1998 en el empate 3-3 ante Namibia.

### Entrenador
| Periodo   | Club               |
| --------- | ------------------ |
| 2008–2009 | CF Estrela Amadora |
| 2009–2010 | FC Penafiel        |
| 2012–2014 | Portimonense SC    |
| 2015      | Atlético CP        |
| 2016–2017 | SC Farense         |
| 2020–     | Macao              |